# José Manuel Lorca Planes
José Manuel Lorca Planes (Murcia, 18 ottobre 1949) è un vescovo cattolico spagnolo, dal 18 luglio 2009 vescovo di Cartagena.

## Biografia
José Manuel Lorca Planes è nato nel quartiere Espinardo di Murcia il 18 ottobre 1949.

### Formazione e ministero sacerdotale
Ha studiato al seminario minore "San Giuseppe" e ha compiuto gli studi ecclesiastici nel seminario maggiore "San Fulgencio" di Murcia. Ha conseguito la laurea in teologia biblica presso la Facoltà di teologia di Granada.
Il 29 giugno 1975 è stato ordinato presbitero per la diocesi di Cartagena nella chiesa parrocchiale di San Pietro Apostolo nel quartiere Espinardo di Murcia. In seguito è stato vicario coadiutore della parrocchia di San Giacomo Maggiore a Totana dal 1975 al 1980; segretario del vescovo Javier Azagra Labiano e assessore diocesano del movimento dei giovani di Azione Cattolica dal 1980 al 1985; rettore dei seminari dal 1985 al 1989; vicario episcopale dell'area pastorale di Lorca e parroco della parrocchia di San Matteo a Lorca al 1989 al 1999; pro-vicario generale nel 1998; parroco della parrocchia di San Nicola e Santa Caterina dal 1999 al 2002; vicario generale dal 1999 al 2004 e parrocchia di San Michele Arcangelo dal 2002 al 2004.
È stato anche professore di religione nelle scuole pubbliche; insegnante di origini del cristianesimo presso il Centro di studi teologici "San Fulgencio" di Murcia; professore di introduzione alla Sacra Scrittura, storia di Israele, cristologia ed ecclesiologia presso l'Istituto Superiore di Scienze Religiose a distanza "Sant'Agostino" e fondatore e direttore della Scuola di Teologia di Lorca.

### Ministero episcopale
Il 15 gennaio 2004 papa Giovanni Paolo II lo ha nominato vescovo di Teruel e Albarracín. Ha ricevuto l'ordinazione episcopale il 6 marzo successivo dall'arcivescovo Manuel Monteiro de Castro, nunzio apostolico in Spagna e Andorra, co-consacranti il cardinale Antonio María Rouco Varela, arcivescovo metropolita di Madrid, e l'arcivescovo metropolita di Saragozza Elías Yanes Álvarez. Durante la stessa celebrazione ha preso possesso della diocesi.
Il 18 luglio 2009 papa Benedetto XVI lo ha nominato vescovo di Cartagena. Ha preso possesso della diocesi il 1º agosto successivo.
Nel febbraio del 2014 ha compiuto la visita ad limina.
In seno alla Conferenza episcopale spagnola è presidente della commissione le comunicazioni sociali dal gennaio del 2021  e membro del consiglio economico dal marzo del 2020. In precedenza è stato membro della commissione per i seminari e le università dal 2005 al 2014, della commissione per la pastorale dal 2011 al 2014 e della commissione le comunicazioni sociali dal marzo del 2014 al gennaio del 2021.

## Genealogia episcopale e successione apostolica
La genealogia episcopale è:
- Cardinale Scipione Rebiba
- Cardinale Giulio Antonio Santori
- Cardinale Girolamo Bernerio, O.P.
- Arcivescovo Galeazzo Sanvitale
- Cardinale Ludovico Ludovisi
- Cardinale Luigi Caetani
- Cardinale Ulderico Carpegna
- Cardinale Paluzzo Paluzzi Altieri degli Albertoni
- Papa Benedetto XIII
- Papa Benedetto XIV
- Papa Clemente XIII
- Cardinale Marcantonio Colonna
- Cardinale Giacinto Sigismondo Gerdil, B.
- Cardinale Giulio Maria della Somaglia
- Cardinale Carlo Odescalchi, S.I.
- Cardinale Costantino Patrizi Naro
- Cardinale Lucido Maria Parocchi
- Papa Pio X
- Papa Benedetto XV
- Papa Pio XII
- Cardinale Eugène Tisserant
- Papa Paolo VI
- Cardinale Agostino Casaroli
- Cardinale Manuel Monteiro de Castro
- Vescovo José Ignacio Munilla Aguirre

La successione apostolica è:
- Vescovo Sebastián Chico Martínez (2019)

## Araldica
| Stemma | Titolare                                      | Blasonatura |
|        | José Manuel Lorca Planes Vescovo di Cartagena | Inquartato: al primo quarto d'argento al monogramma mariano d'azzurro; al secondo quarto di rosso, al libro chiuso d'oro, affibbiato dello stesso e caricato delle parole VERBUM DOMINI di nero; al terzo quarto di rosso, al cuore del campo bordato d'argento e coronato d'oro, accompagnato da sei corone dello stesso poste su due pali; al quarto quarto d'azzurro al castello d'oro di tre torri, aperto e finestrato di rosso, piantato su una montagna rocciosa al naturale, la torre centrale sostenente un busto di re in maestà, impugnante nella destra una spada d'oro e tenente nella sinistra una chiave dello stesso. Il tutto caricato sul cuore di uno scudo ovale d'oro alle lettere greche α e Ω di rosso poste in palo. Ornamenti esterni da vescovo. Motto: "Caritas Christi urget nos" (2 Corinzi 5,14). |